# Улица Дунтес (Рига)
Улица Ду́нтес (латыш. Duntes iela) — улица в Риге, в Видземском предместье и Северном районе. Одна из основных транспортных магистралей, соединяющих центральную часть города с Саркандаугавой.
Начинается как продолжение улицы Кришьяня Валдемара, от стыка улиц Сканстес и Упес; пролегает в северном и северо-западном направлении и заканчивается развязкой с улицами Тилта, Твайка и Ганибу дамбис. Участок от начала улицы до путепровода железнодорожной линии Чиекуркалнс — Рига-Краста служит границей исторических районов Скансте и Браса; дальнейшая часть улицы полностью относится к району Саркандаугава.
Длина улицы — 2204 метра. На всём протяжении имеет асфальтовое покрытие. Движение по улице двустороннее. По улице проходит ряд маршрутов троллейбуса, автобуса и маршрутного такси.

## История
До 1885 года нынешняя улица Дунтес была частью Пильной улицы (латыш. Tvaika Zāģētavas iela, нем. Dampfsägemühlenstrasse), включавшей также нынешнюю улицу Твайка. В 1885 году Пильная улица была разделена на улицы Паровую (Твайка) и Дунтенгофскую (нем. Duntenhöfsche Strasse, латыш. Duntesmuižas iela), названную в честь поместья Дунте, которое находилось в Саркандаугаве в 17 веке. Окончательный, современный вариант названия установился в 1923 году.

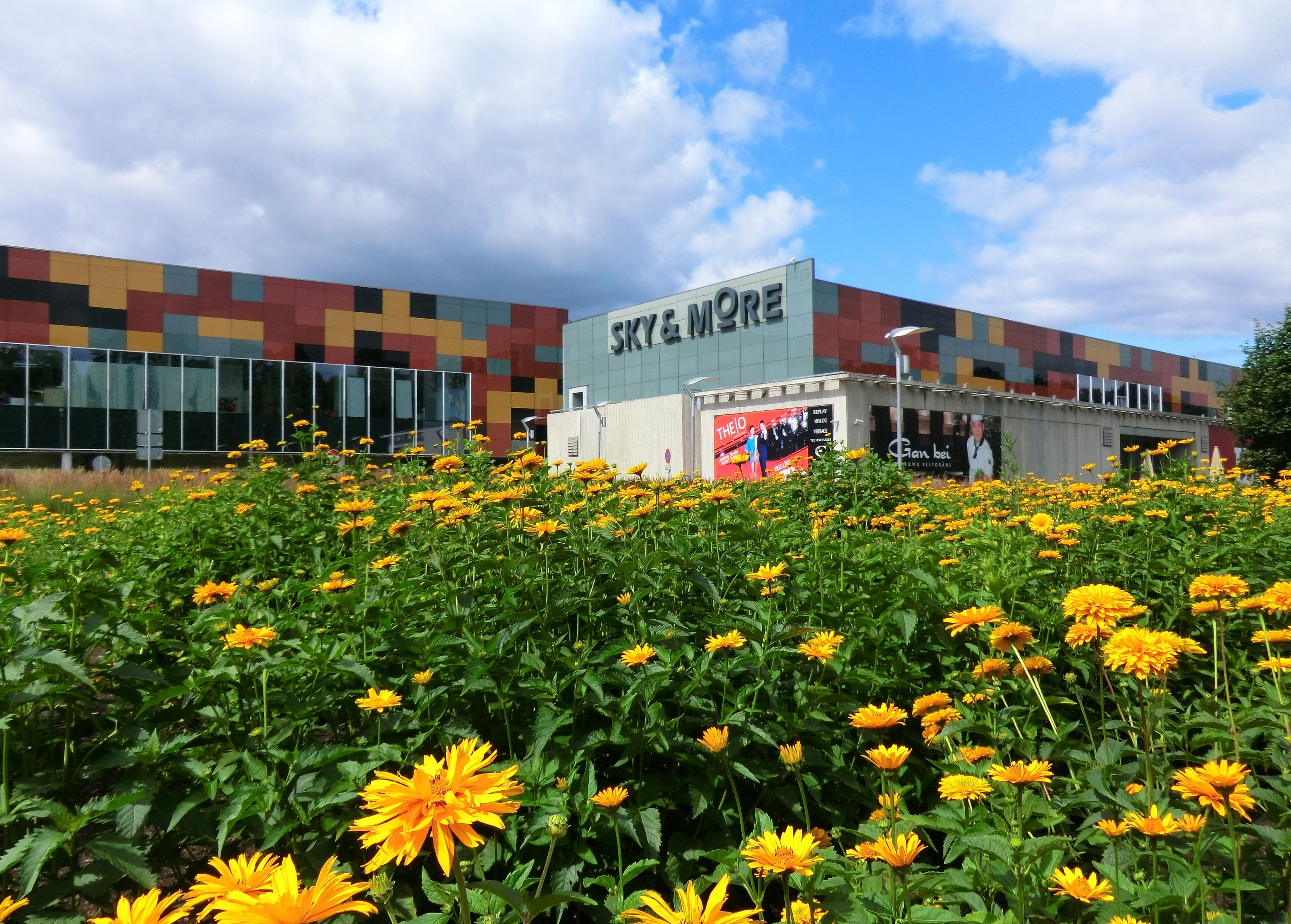
Вид на торговый центр «Sky & more»

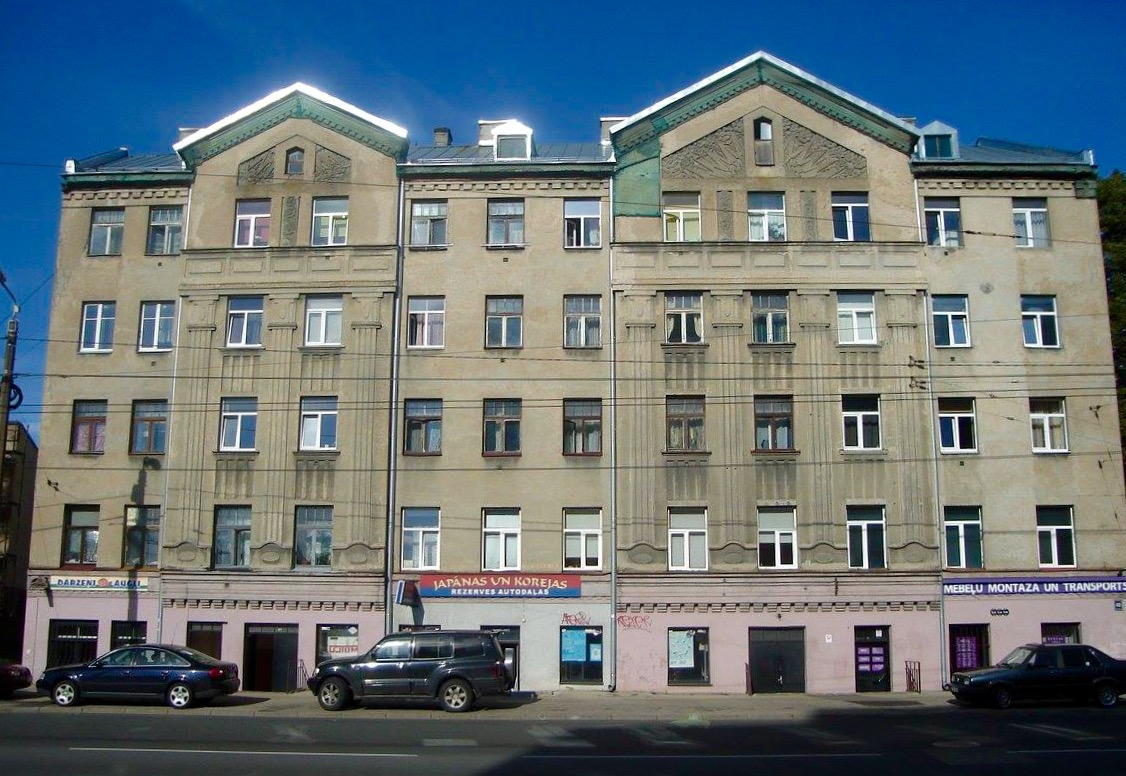
Ул. Дунтес, дом 48

## Примечательные здания
- Дом 6 — офисный центр «Duntes Biroji Biznesam»[4].
- Дом 19a — торговый центр «Sky & more» [5].
- Дом 22 — больница травматологии и ортопедии[6].
- Дом 23a — офисный центр «Duntes Biroja Centrs»[7].
- Дом 48 (архитектор А. Малвес[латыш.], 1912 г.) — памятник архитектуры местного значения[8].

## Прилегающие улицы
Улица Дунтес пересекается со следующими улицами:
- Улица Сканстес
- Улица Упес
- Улица Лактас
- Улица Букулту
- Улица Маза Озолу
- Улица Дамбья
- Улица Витолу
- Улица Симаня
- Улица Тилта